# سنسر
سنسر (باليابانية: センサー، بالروماجي: Sensā) هي سلسلة مانغا يابانية من تأليف ورسم جونجي إيتو. نشرت من قبل أساهي سونوراما [الإنجليزية]، في مجلة نيموكي+ ، منذ 10 اغسطس عام 2018 حتى 10 اغسطس عام 2019، وتم تجمع فصول المانغا في مجلد تانكوبون واحد نشر في 7 نوفمبر عام 2019.

## القصة
تدور أحداث القصة عن امرأة تمشي بمفردها عند سفح جبل سينجوكو يظهر لها رجل يقول إنه ينتظرها ويدعوها إلى قرية مجاورة. والمثير للدهشة أن القرية مغطاة بألياف زجاجية بركانية شبيهة بالشعر، وكلها تتألق بلون ذهبي لامع في الليل، عندما يقوم القرويون بعاداتهم المتمثلة في التحديق في السماء المرصعة بالنجوم، وتتساقط أجسام طائرة مجهولة عليهم.

## الفصول
- شعر الملاك
- سجلات أكاشيك
- العلاج بالتنويم المغناطيسي
- معركة في بيشاغارا
- مرآة المرورية
- جيت-بلاك
- الضوء والظلام

## وصلات خارجية
- سنسر على موقع ANN manga (الإنجليزية)